# Oued Nini
Oued Nini (în arabă وادى نينى) este o comună din provincia Oum El-Bouaghi, Algeria.
Populația comunei este de 5.119 locuitori (2008).